# Enrico Barbin
Enrico Barbin (nascido em 4 de março de 1990, em Treviglio) é um ciclista italiano, que atualmente compete para a equipe de seu país, Bardiani-CSF, de categoria UCI World Tour. Competiu no Giro d'Italia nas edições de 2014 e 2015.